# Majdan (Chust)
Majdan (ukrainisch Майдан, russisch Maidan, slowakisch Majdan, ungarisch Majdánka oder älter Nagy Holyatin) ist ein Ort in der Oblast Transkarpatien in der westlichen Ukraine.
Der Ort wurde 1717 zum ersten schriftlich erwähnt und liegt im Tal der Rika inmitten der Karpaten.
Bis 1919 gehörte der Ort zum Kaiserreich Österreich-Ungarn beziehungsweise Ungarn, im nördlichen Teil des Bezirks Mármaros. Danach gehörte Majdan (spätere Schreibweise: Maidan) als Teil der Karpato-Ukraine zur Tschechoslowakei. Mit der Annektierung kam der Ort 1939–1945 wieder zu Ungarn, ab 1946 ist er ein Teil der Ukrainischen Sozialistischen Sowjetrepublik beziehungsweise seit 1991 Teil der Ukraine.
Von 1976 bis 1992 hatte der Ort den Status einer Siedlung städtischen Typs, dieser wurde aber am 30. Oktober 1992 wieder aberkannt.
Am 12. Juni 2020 wurde das Dorf ein Teil neu gegründeten Siedlungsgemeinde Mischhirja im Rajon Chust; bis dahin bildete es die Landratsgemeinde Majdan (Майданська сільська рада/Majdanska silska rada) im Rajon Mischhirja.

## Persönlichkeiten
- Shlomo Graber (* 1926), Kunstmaler und Überlebender des Holocausts